# Hollywood Vampires (álbum)
Hollywood Vampires es el álbum debut del supergrupo estadounidense Hollywood Vampires, formado en 2015 por Alice Cooper, Johnny Depp y Joe Perry. El álbum cuenta con artistas invitados como Paul McCartney, Robby Krieger, Orianthi, Dave Grohl, Slash, Brian Johnson, Joe Walsh, Perry Farrell y Zak Starkey entre otros. Fue publicado el 11 de septiembre de 2015 por el sello Republic Records,

## Lista de canciones
1. "The Last Vampire" (1:35)
2. "Raise the Dead" (3:31)
3. "My Generation" (2:47)
4. "Whole Lotta Love" (4:13)
5. "I Got a Line on You" (2:48)
6. "Five to One / Break On Through (To the Other Side)" (4:17)
7. "One / Jump into the Fire" (5:07)
8. "Come and Get It" (2:59)
9. "Jeepster"
10. "Cold Turkey" (3:07)
11. "Manic Depression" (2:43)
12. "Itchycoo Park" (2:55)
13. "School's Out / Another Brick in the Wall part 2" (5:14)
14. "My Dead Drunk Friends" (4:30)